# Jasen
Jasen (lat. Fraxinus) je rod drveća iz porodice Oleaceae. 
Rod obuhvaća 63 vrsta u Europi, Aziji, Sjevernoj Americi i sjevernoj Africi. U Hrvatskoj su autohtoni poljski jasen u poplavnim nizinskim šumama, gorski jasen u gorju te crni jasen u submediteranu. 
Listovi su neparno perasto sastavljeni. Drvo je tvrdo i koristi se u izradi namještaja, brodova, glazbenih instrumenata, za ogrjev itd. Cvjetovi su dvospolni ili jednospolni i jednodomni, skupljeni u sastavljene paštitce. Ocvijeće je najčešće sastavljeno od 4 latice, kod nekih vrsta 2 ili ih nema. Plod je okriljeni oraščić - perutka. 
Oprašivanje je pomoću kukaca (npr. crni jasen) ili vjetra (npr. poljski jasen, gorski jasen itd.).

## Popis vrsta
1. Fraxinus albicans Buckley
2. Fraxinus americana L.
3. Fraxinus angustifolia Vahl
4. Fraxinus anomala Torr. ex S.Watson
5. Fraxinus apertisquamifera H.Hara
6. Fraxinus baroniana Diels
7. Fraxinus berlandieriana A.DC.
8. Fraxinus bornmuelleri Lingelsh.
9. Fraxinus × borzae Georgescu & Tutunaru
10. Fraxinus bungeana A.DC.
11. Fraxinus caroliniana Mill.
12. Fraxinus × cataubiensis Ashe
13. Fraxinus chiisanensis Nakai
14. Fraxinus chinensis Roxb.
15. Fraxinus cuspidata Torr.
16. Fraxinus depauperata (Lingelsh.) Z.Wei
17. Fraxinus dimorpha Coss. & Durieu
18. Fraxinus dipetala Hook. & Arn.
19. Fraxinus dubia (Willd. ex Schult. & Schult.f.) P.S.Green & M.Nee
20. Fraxinus excelsior L.
21. Fraxinus ferruginea Lingelsh.
22. Fraxinus floribunda Wall.
23. Fraxinus gooddingii Little
24. Fraxinus greggii A.Gray
25. Fraxinus griffithii C.B.Clarke
26. Fraxinus hookeri Wenz.
27. Fraxinus hubeiensis S.Z.Qu, C.B.Shang & P.L.Su
28. Fraxinus × hybrida Lingelsh.
29. Fraxinus insularis Hemsl.
30. Fraxinus lanuginosa Koidz.
31. Fraxinus latifolia Benth.
32. Fraxinus longicuspis Siebold & Zucc.
33. Fraxinus malacophylla Hemsl.
34. Fraxinus mandshurica Rupr.
35. Fraxinus micrantha Lingelsh.
36. Fraxinus nigra Marshall
37. Fraxinus odontocalyx Hand.-Mazz. ex E.Peter
38. Fraxinus ornus L.
39. Fraxinus pallisiae Wilmott
40. Fraxinus papillosa Lingelsh.
41. Fraxinus paxiana Lingelsh.
42. Fraxinus pennsylvanica Marshall
43. Fraxinus platypoda Oliv.
44. Fraxinus potosina Brandegee
45. Fraxinus pringlei Lingelsh.
46. Fraxinus profunda (Bush) Bush
47. Fraxinus punctata S.Y.Hu
48. Fraxinus purpusii Brandegee
49. Fraxinus quadrangulata Michx.
50. Fraxinus raibocarpa Regel
51. Fraxinus reflexiflora Lundell
52. Fraxinus × rehderiana Lingelsh.
53. Fraxinus rufescens Lingelsh.
54. Fraxinus sieboldiana Blume
55. Fraxinus sogdiana Bunge
56. Fraxinus stenolepis Urusov
57. Fraxinus stylosa Lingelsh.
58. Fraxinus suaveolens W.W.Sm.
59. Fraxinus trifoliolata W.W.Sm.
60. Fraxinus uhdei (Wenz.) Lingelsh.
61. Fraxinus velutina Torr.
62. Fraxinus xanthoxyloides (G.Don) Wall. ex A.DC.

- Vidi

## Galerija
- Stablo gorskog jasena
- Plodovi pensilvanijskog jasena
- Sieboldov jasen
- Dalekoistočni jasen